# Wang Chien-shien
Wang Chien-shien (en chino: 王建煊; en pinyín: Wáng Jiànxuān; Hefei, Anhui, 7 de agosto de 1938) es un político taiwanés que fungió como presidente del Yuan de Control entre 2008 y 2014, siendo además fundador del Partido Nuevo, miembro de la coalición pan-azul, favorable a la reunificación de Taiwán con la República Popular China. Previamente miembro del Kuomintang, fue ministro de finanzas de la República de China desde 1990 hasta 1992 y es el presidente de la Asociación de Administración China (CMA) (desde 1990).
Nacido en Hefei, Anhui, en el territorio de la actual República Popular China, Wang creció en Taipéi luego de la guerra civil y recibió una licenciatura de la Universidad de Cheng Kung Provincial de Taiwán y una maestría de la Universidad Nacional de Chengchi. Wang está casado con Su Fa-jau (蘇法昭). Durante su carrera política en el Kuomintang, adquirió una reputación limpia que le generó amplio apoyo público. En agosto de 1993 se retiró del Kuomintang y fundó el Partido Nuevo, afirmando que el gobierno de Lee Teng-hui se estaba desvirtuando del propósito de la reunificación. Se presentó como candidato a Alcalde de Taipéi en las elecciones municipales de 1998, pero quedó en tercer lugar con un 2.97% luego de que la dirigencia del partido resolviera apoyar al candidato nacionalista Ma Ying-jeou, posterior presidente, quien resultó elegido por estrecho margen.
En 2001, los tres partidos de la coalición pan-azul, el Kuomintang, el Partido Primero el Pueblo y el Partido Nuevo acordaron presentar solo un candidato para magistrado del Condado de Taipéi en 2001, siendo designado Wang. A pesar de la boleta nacionalista unificada y a una encuesta que predijo que ganaría, Wang perdió ante el independentista Su Tseng-chang.
En julio de 2008, Wang fue nominado por el presidente Ma Ying-jeou y aprobado por el Yuan Legislativo para convertirse en el presidente del Yuan de Control .